# سیمونا امانار
سیمونا امانار (رومانیایی: Simona Amânar) ورزشکار زن رشتهٔ ژیمناستیک اهل رومانی است. وی در بین سال‌های ‎۱۹۹۶ تا ۲۰۰۰ میلادی در مسابقات بازی‌های المپیک تابستانی در مجموع ۷ مدال، شامل ۳ مدال طلا، ۱ نقره و ۳ برنز را کسب کرد.